# ولادیمیر کارمیرشالیان
ولادیمیر داویت کارمیرشالیان (Վլադիմիր Դավթի Կարմիրշալյան؛ زادهٔ ۲ مارس ۱۹۵۲) یک دیپلمات اهل ارمنستان است.

## زندگی‌نامه
وی در ۲ مارس ۱۹۵۲ ‏در واغارشاپات به دنیا آمد و از پژوهشکده دولتی ارتباطات بین‌المللی مسکو و دانشگاه دولتی مسکو فارغ‌التحصیل گشت. وی متاهل و صاحب دو فرزند است. کارمیرشالیان به زبان های روسی، انگلیسی و اسپانیایی تسلط دارد.